# Cherie Robertsová
Cherie Robertsová, rozená jako Kitana Jadeová (nepřechýleně Roberts; * 8. prosince 1978 Oakland) je modelka a fotografka. Na počátku první dekády 21. století spolupracovala s časopisem Playboy. Věnuje se fotografiím aktu a glamour.

## Fotografované kapely a osobnosti
- Danny McBride
- My Chemical Romance
- Deftones
- členové skupiny AFI Davey Havok, Jade Puget a Hunter Burgan
- Good Charlotte
- Puscifer[2] (samostatný projekt Maynard James Keenan, skupina Tool a A Perfect Circle)
- Mark Hoppus, Blink 182 a Pete Wentz, Fall Out Boy
- Jimmy Eat World
- Taryn Manning (herec)
- Justin Theroux (herec)
- The All-American Rejects
- Boondock Saints II: All Saints Day člen (Sean Patrick Flanery, Norman Reedus, Clifton Collins, Jr., Julie Benz a ředitel Troy Duffy)
- Serj Tankian, System of a Down
- Kristina and Karissa Shannon z Playboye The Girls Next Door
- Puddle of Mudd člen Wes Scantlin a Ryan Yerdon
- Buckcherry člen Josh Todd a Keith Nelson
- The Smashing Pumpkins a basista skupiny Hole Melissa Auf der Maur
- Against Me! - zpěvák Tom Gabel
- Shwayze a Cisco Adler z pořadu MTV Buzzin'
- Wolfmother - zpěvák Andrew Stockdale
- Foxy Shazam
- Caroline D' Amore (herec)
- IGN, Jessica Chobot
- Jordan Zevon (muzikant)

## Časopisy (design)
- Showgirls Magazine, listopad 2000 cover and feature
- Showgirls Magazine, leden 2001 centerfold pull-out
- Super Street, březen 2001 cover and feature
- Playboy's College Girls jaro 2001 feature
- Import Tuner[3], květen2001 cover and feature
- Lowrider Euro, červen - červenec 2001 cover and feature
- Playboy's Sexy College Girls září 2001 feature
- Penthouse, Austrálie, 2001 feature
- Hustler, katalog 2.1, modelka
- Auto, Sound and Security, srpen 2002 cover and feature
- Card Player, volume 15, #4, únor 2002 obálka s Larry Flyntem
- Looker, květen 2003 feature
- Leg Sex, červen 2003 cover and feature
- Playboy, červenec 2003 2 Fast 2 Furious 2 Fine feature
- Leg Show, říjen 2003 feature
- Lowrider Euro, říjen - listopad 2003 cover and feature

## Video a DVD (design)
- 360 Video Hard Drive DVD Star Feature
- 360 Video Best of 360 Video DVD Feature
- 360 Video Deleted Scenes DVD Star Feature
- Blue Slate Entertainment Import Covergirls Volume 1 DVD Star Feature
- Hip-Hop Honeys Blazin' Asians DVD Feature
- Hot Body Video Magazine Bare Brunettes DVD Feature
- Peach DVD Here Comes The Judge DVD Feature
- Peach DVD Road Strip DVD Feature
- Peach DVD Invitation Only DVD Feature
- Mystique's Hottest Buns and Best Legs DVD Feature
- Mystique presents H2ohh DVD Feature
- Mystique DVD Stripped and Outrageous Web Chicks DVD Feature
- Mystique's Asian Beauties Exposed DVD Feature
- JMH Productions Just Eighteen DVD Star Feature
- JMH Productions Hawaiian Fantasies DVD Feature
- EEB Productions Exotic Erotic Ball DVD Feature